# Barbicornis apotacta
Barbicornis apotacta är en fjärilsart som beskrevs av Hans Ferdinand Emil Julius Stichel 1909. Barbicornis apotacta ingår i släktet Barbicornis och familjen Riodinidae. Inga underarter finns listade i Catalogue of Life.